# Kramarz (film)
Kramarz – polski film obyczajowy z 1990 roku w reżyserii Andrzeja Barańskiego, zrealizowany na podstawie autobiograficznej powieści Edwarda Kozieła pt. Wspomnienia wędrownego kramarza.

## Opis fabuły
Edward Chruścik jest prostym człowiekiem. Wcześnie stracił rodziców, przed wojną żył w nędzy, w czasie II wojny światowej był wywieziony na roboty przymusowe. W Polsce Ludowej zaczynał na nowo życie jako handlarz. Po kilku nieudanych próbach (ograbiony przez państwo rozbójniczą reformą walutową w 1950 i wspólnika Zawadzkiego), decyduje się zająć kramarstwem. Wędruje po Polsce, handlując dewocjonaliami, narażony na niewygody wędrowniczego życia i działania nieuczciwej konkurencji. W końcu pada jej ofiarą – staje przed sądem oskarżony o nielegalny handel i nie może już legalnie prowadzić interesu. Jednak nigdy, pomimo przeciwności losu, nie upada na duchu – wciąż prowadzi handel pokątnie. Ramą narracyjną utworu jest moment współczesny, gdy podczas jazdy pociągiem Chruścik zwierza się współpasażerowi ze swojej niedoli.

## Obsada
Źródło: Filmpolski.pl

- Roman Kłosowski – Edward Chruścik

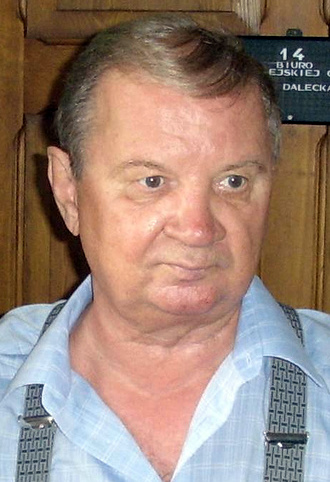
Roman Kłosowski, odtwórca roli Chruścika (2007)

- Artur Barciś – przygodny pomocnik Chruścika
- Bogusz Bilewski – Antoni, sprzedawca łańcuszków
- Zbigniew Buczkowski – taksówkarz Zawadzki
- Stanisława Celińska – Maria
- Jerzy Cnota – pomocnik Antoniego
- Władysław Dewoyno – ksiądz
- Bożena Dykiel – gospodyni goszcząca Chruścika
- Paweł Królikowski – młody kramarz
- Piotr Krukowski – proboszcz
- Edward Kusztal – mąż gospodyni goszczącej Chruścika
- Włodzimierz Kwaskowski – obrońca Chruścika
- Gustaw Lutkiewicz – kramarz
- Włodzimierz Maciudziński – inspektor PIH-u
- Zofia Merle – Piórkowska
- Aleksander Mikołajczak – milicjant
- Witold Pyrkosz – żebrak Jurek
- Jerzy Rogalski – inspektor z PIH-u
- Bożena Adamek – kobieta kradnąca krucyfiks
- Agnieszka Krukówna – córka

## Produkcja

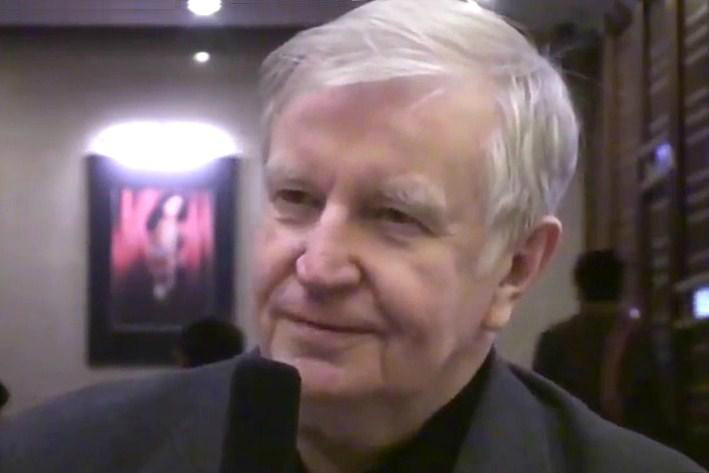
Andrzej Barański, reżyser filmu

Reżyser Andrzej Barański jeszcze w latach 70. zainteresował się pamiętnikiem Edwarda Kozieła pt. Wspomnienia wędrownego kramarza. Jak wspominał Barański, ujęła go niezłomność człowieka wiążącego koniec z końcem: „Są ludzie, którzy obracają milionami i tacy, którzy prowadzą interesy na niewielką skalę, ale dla nich to zajęcie jest wszystkim, całym życiem. Taki właśnie jest Kozieł i taki jest bohater mojego filmu”. Ponieważ Barański nie zamierzał wprost reżyserować biografii Kozieła, wymyślił inne nazwisko dla głównej postaci – Chruścika. Mimo to wiernie zrekonstruował etapy życiorysu Kozieła, oprawiając losy kramarza w ramę narracyjną osadzoną we współczesności. Po latach Barański uzasadniał wybór materiału do adaptacji „podążaniem za własnym kompasem”, co środowisko filmowe traktowało z rezerwą; „W zespole filmowym zawsze kręciło się nosem, że nie sięgam po postacie generałów, profesorów czy prezydentów, tylko oddaję głos kramarzowi, obok którego kino zwykle przechodzi obojętnie. Nie było akcji, tematyka niby mało ważna”.

## Zdjęcia
Film kręcono na terenie obecnego województwa łódzkiego w następujących lokacjach:
- Łódź (ul. Piotrkowska, gmach Sądu Wojewódzkiego przy placu Dąbrowskiego, okolice klasztoru Franciszkanów przy ul. Okólnej),
- Łask (dworzec kolejowy, ul. Kościelna, kolegiata Niepokalanego Poczęcia NMP i św. Michała Archanioła],
- Głowno,
- Wola Zbrożkowa,
- Stryków (Szkoła Podstawowa Nr 1 przy ul. Warszawskiej, kościół św. Marcina),
- Jeżów (plac przed kościołem św. Józefa Oblubieńca Najświętszej Marii Panny),
- Bratoszewice (plac przed kościołem św. Augustyna),
- Domaniewice,
- Koluszki,
- Lutomiersk (plac przed kościołem Matki Bożej Szkaplerznej)[4].

## Odbiór
Waldemar Frąc w swoim studium twórczości Barańskiego zwrócił uwagę na szczególną cechę Kramarza – szczególne przywiązanie bohatera do przedmiotów i zajęcia, które staje się całym jego życiem:
ulotność rzeczy, która miała być jedynie etapem w ustanowieniu własnej egzystencji, stała się jej najbardziej adekwatnym odzwierciedleniem. Forma życia, dla którego całą materialną podstawę stanowią drobiazgi wypełniające wnętrze walizki, może stać się ostateczną, jedyną. […] Obraz Barańskiego ukazuje paradoksalne warunkowanie: pamięć ocala przedmioty, które naznaczają życie, ale i przedmiot ocala pamięć, to on nie pozwala jej zapomnieć.